# Jaroslava Němcová
Jaroslava Němcová (* 27. dubna 1971 Považská Bystrica) je česká politička, manažerka a ekonomka, od prosince 2017 do června 2018 ministryně práce a sociálních věcí ČR v první Babišově vládě, v letech 2016 až 2024 zastupitelka Středočeského kraje (v letech 2016 až 2017 také radní kraje), členka hnutí ANO 2011.

## Život
V letech 1985 až 1989 absolvovala střední ekonomickou školu a následně v letech 1989 až 1990 pak Kyjevský institut národního hospodářství. Mezi roky 1990 až 1993 vystudovala Vysokou školu ekonomickou v Bratislavě (získala titul Ing.) a v letech 2007 až 2009 i Prague International Business School (získala titul MBA).
Pracovní kariéru začínala v letech 1992 až 1995 jako OSVČ v poradenské činnosti účetních a daňových poradců. Dále byla burzovní makléřkou ve Všeobecné úvěrové bance Praha (1993 až 1994) a akciové společnosti EPIC–Securities. Působila také jako finanční ředitelka akciové společnosti Dermacol (1998 až 1999), akciové společnosti GES MEDIA HOLDING (2004 až 2005) a firmy BARKOV ŽCR (1994 až 2004 a opět 2005 až 2006).
V letech 2006 až 2009 byla náměstkyní pro ekonomické řízení a zároveň statutární zástupkyní ředitele Ústřední vojenské nemocnice Praha. V roce 2009 přešla na Úřad vlády ČR, kde působila nejprve jako ředitelka Odboru interního auditu a kontroly a později jako náměstkyně vedoucího Úřadu vlády ČR a ředitelka Sekce ekonomické.
Mezi lety 2011 a 2014 pracovala jako ředitelka Odboru služeb klientům ve Všeobecné zdravotní pojišťovně ČR. V listopadu 2014 se stala náměstkyní ředitele pro obchod a ekonomiku zdravotní péče v Nemocnici Na Homolce. Od roku 2020 je děkankou Prague International Business School.
Jaroslava Němcová žije ve městě Dobřichovice v okrese Praha-západ. Je vdaná.

## Politické působení
Od roku 2012 je členkou hnutí ANO 2011. Působí jako nezávislá členka Finančního výboru Zastupitelstva města Dobřichovice.
V krajských volbách v roce 2016 byla za hnutí ANO 2011 zvolena zastupitelkou Středočeského kraje. V listopadu 2016 se navíc stala radní kraje pro oblast sociálních věcí. Po změně krajské koalice v říjnu 2017 jí byla změněna i gesce v krajské radě, a to na oblast zdravotnictví. V prosinci 2017 na post radní kraje rezignovala, jelikož se stala ministryní. Ve volbách v roce 2020 se jí podařilo mandát krajské zastupitelky obhájit. Po krajských volbách v roce 2024 jí mandát zanikl, jelikož v nich nekandidovala.
Na konci listopadu 2017 se stala kandidátkou na post ministryně práce a sociálních věcí ČR ve vznikající první vládě Andreje Babiše. Dne 13. prosince 2017 ji prezident Miloš Zeman do této funkce jmenoval. Funkci zastávala do června 2018, kdy byla jmenována druhá vláda Andreje Babiše, jejíž členkou se však již nestala.